# 2C-H
2C-H – organiczny związek chemiczny, pochodna fenetylaminy. Stosowana jest jako półprodukt do otrzymywania fenetylamin z grupy 2C.